# 1999 VM36
1999 VM36 är en asteroid i huvudbältet som upptäcktes den 3 november 1999 av LINEAR i Socorro County, New Mexico.
Asteroiden har en diameter på ungefär 7 kilometer.